# Batalla de Tempsford
La Batalla de Tempsford fue un conflicto armado que según la crónica anglosajona tuvo lugar en Tempsford (Bedfordshire), en el año 917. Las fuerzas aliadas de los reinos de Mercia y Wessex se enfrentaron a los vikingos del reino de Estanglia. 
Dos jarls vikingos, Toglos y Manna de Huntingdon, fortificaron Tempsford en 916 para utilizarlo como base y reconquistar Bedford con la ayuda del ejército de Guthrum II de Estanglia y usar el burh como plataforma avanzada de ofensiva contra los anglosajones.
Tras un fallido asedio contra Bedford, los anglosajones respondieron con un ataque liderado por Eduardo el Viejo, estrategia habitual en su ofensiva para recuperar territorios en Anglia Oriental y sureste de Mercia. El burh fue arrasado y Guthrum muerto junto a los jarls y gran parte de su ejército, los supervivientes fueron capturados.
Tras la batalla siguieron más ofensivas que perduraron hasta 918 cuando Eduardo recuperó e incorporó a su reino Stamford en primavera, Nottingham en verano y el resto de Estanglia (Essex, Suffolk, Norfolk y Cambridge) en otoño. 